# فوتبال زیرآب

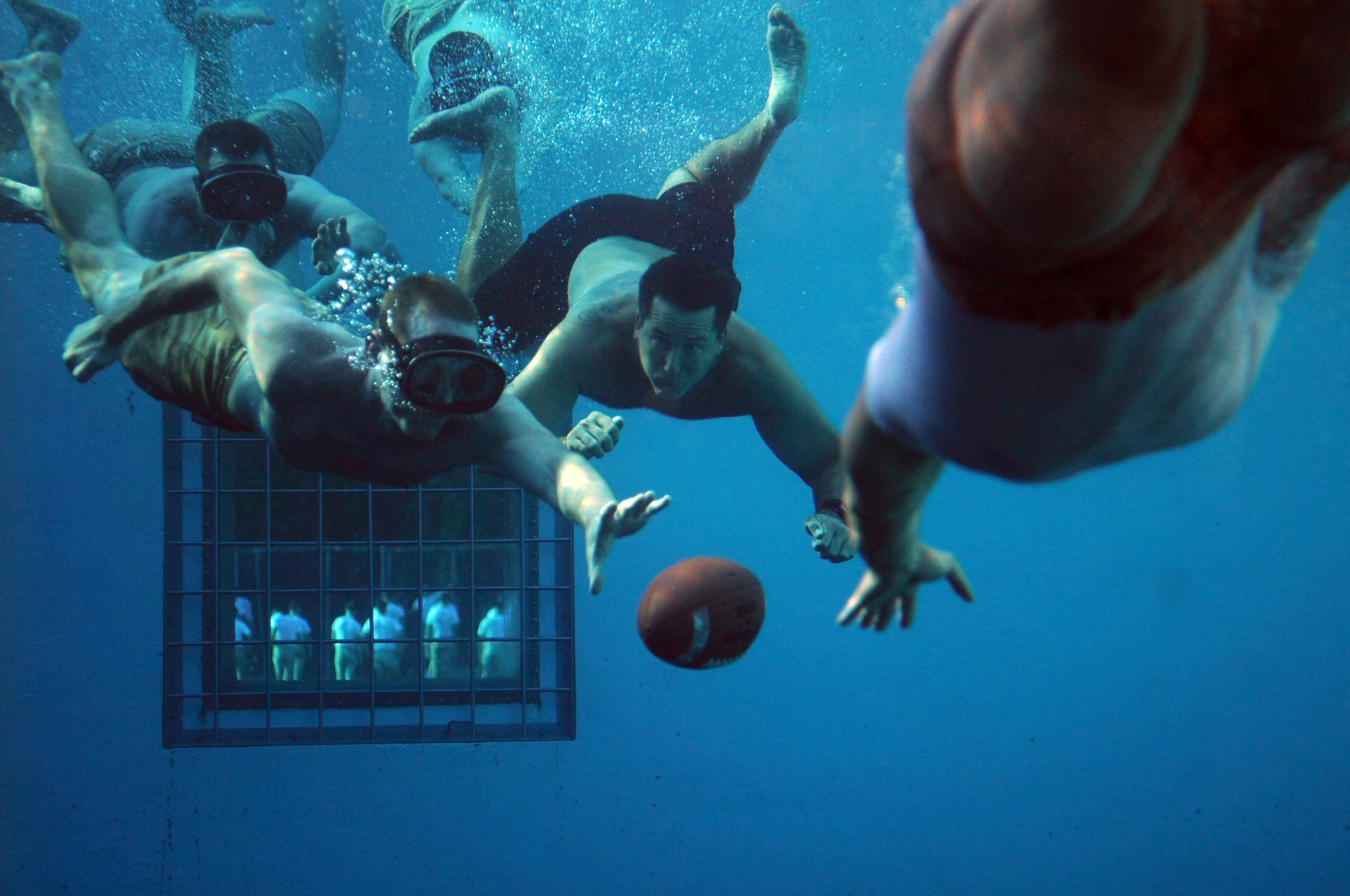
یک بازی فوتبال زیر آب

فوتبال زیر آب (به انگلیسی: Underwater football) ورزشی متشکل از دو تیم است که قوانین متشابهی با ورزش هاکی زیر آب دارد؛همان طور که هردو ورزش در استخر، زیر آب و با تجهیزات غواصی(ماسک و لوله مخصوص تنفس) انجام می‌شوند.